# Finstown
Finstown is een dorp op Mainland, Orkney (Schotland), gelegen aan de weg (A965) halverwege tussen Stromness en Kirkwall waar deze kruist met de weg (A966) naar de noordoostzijde van het eiland.
Finstown ontstond in 1820 bij deze kruising. Het dorp is genoemd naar een Ierse veteraan van de napoleontische oorlogen genaamd Phin, die er in 1822 een bierhuis bouwde genaamd Toddy Hole, later vervangen door de Pomona Inn.
Qua grootte is Finstown de derde plaats van het eiland. Het dorp kent een vissershaven met stenen pier die toegang geeft tot de Bay of Firth.
Nabij Finstown liggen de bezienswaardigheden Cuween Hill Chambered Cairn en Rendall Dovecote.